# 音響解析
音響解析(おんきょうかいせき)とは音の発生、伝播に関係する様々な音響現象について、数理的なモデルを構築・計算し、結果の評価を行うことの総称である。
技術者は、既に確立された数理モデルに基づく音響解析ソフトウェアの利用により、必要な条件の設定を行うだけで、音響現象のシミュレーションが可能。最近の解析ソフトウェアでは、数値計算による解析結果の視覚化が容易となったため、目に見えない音を直感的に把握することができる。
主に、自動車、航空、造船、建築などの分野におけるメーカーや大学の研究機関で利用される。解析技術者は、製品や自然現象から発生する音の物理量、あるいは、再生音を評価し、その情報を製品設計や音響現象のメカニズム解明のために活用することができる。